# Calixte Zagre
Calixte Zagre (ur. w XX wieku) – burkiński trener piłkarski.

## Kariera
W 1996 roku Zagre poprowadził reprezentację Burkina Faso na Pucharze Narodów Afryki. Rozegrała na nim trzy mecze: ze Sierra Leone (1:2), Zambią (1:5) i Algierią (1:2), po czym odpadła z turnieju po fazie grupowej.